# DISA
DISA ⅍ (початково ця назва була абревіатурою від Dansk Industri Syndikat) — данська металургійна компанія, заснована у 1900 році. Початково під назвою Compagnie Madsen ⅍ займалася виготовленням вогнепальної зброї, і стала відома завдяки своєму основному продукту — кулемету Мадсена. З 1960-х років компанія переспеціалізувалася на виробництво ливарного обладнання.

## Історія
У 1900 Мадсон разом з Юліусом А. Н. Расмуссеном зареєстрував компанію Compagnie Madsen ⅍, для виробництва кулеметів власної конструкції на заводі в порту Копенгагена. Визнаючи перспективність цієї зброї, ряд інвесторів у 1900 році заснували компанію з виробництва зброї Dansk Riffel Syndikat ⅍, маючи на меті придбання Compagnie Madsen та відповідного патенту Мадсена та Расмуссена. Зброя зазнала різноманітних удосконалень, була запатентована під назвою Schoubue, увійшла у серію як кулемет Мадсена і стала першим легким кулеметом масового виробництва, який одразу досяг великого успіху в продажах по всьому світі і використовувався на практиці, починаючи з російсько-японської війни.
У 1930 році 15 % акцій компанії придбав Арнольд Петер Меллер, власник великого суднобудівного підприємства Dampskibsselskabet Svendborg, протягом наступних років збільшивши свою частку до 31,6 % акцій і ставши найбільшим акціонером. У 1936 році Dansk Riffel Syndikat було перейменовано в Dansk Industri Syndikat ⅍. Виробництво було диверсифіковане, і компанія почала виробляти також швацькі машини, побутову техніку, верстати та електрообладнання. З часом для виробництва цих товарів у столичному районі були побудовані різні заводи, хоча збройовий завод продовжив називатися «Riffelsyndicat», а зброя виготовлялася під маркою «Madsen», з огляду на популярність, отриману завдяки цій назві.
Після німецької окупації 1940 року збройовий завод продовжив працювати вже на користь окупаційних сил. 10 травня 1943 року завод був атакований силами данського опору. Меллер звернувся до кореспондента «Politiken» у нейтральному Стокгольмі, щоб через пресу умовити SOE помилувати завод, оскільки його знищення суперечило б інтересам Данії. Але 22 червня 1944 року завод знову зазнав атаки з використанням близько 400 кг вибухівки, внаслідок чого виробництво до кінця війни так і не відновилося.
Після війни компанія без особливого успіху намагалася знову зайнятися виробництвом стрілецької зброї, але у 1962 році остаточно припинила діяльність у цьому напрямку.
Тим часом у 1959 році Меллер перебрав абсолютну більшість акцій, а у 1960 — і саму компанію. В тому ж році компанія придбала патент Аге Єппесена, професора Данського технічного коледжу, патент на унікальну технологію автоматичного виробництва безкорпусних вертикальних піщаних форм. В 1964 ці форми під назвою DISAMATIC були запущені у виробництво і мали великий успіх на ринку, полегшивши масове виробництво чавуну та металевих відливків для автомобільної, машинобудівної та будівельної промисловості.
У 1965 році компанія отримала свою теперішню назву. У період між 1985 і 2000 роками DISA придбала низку європейських фірм у сфері ливарного обладнання, перетворившись на міжнародну компанію і найбільшого у світі виробника ливарного обладнання.
У 1999 році серія газетних статей звинуватила А. П. Меллера (який помер у 1965 році й до того часу був відомий тим, що значною мірою допомагав справі союзників) в отриманні прибутку від продажу зброї нацистам під час Другої світової війни. Внаслідок подальших суперечок з цього приводу спадкоємець династії Арнольд Мерск Маккінні Меллер поступився своєю часткою DISA на захист репутації батька.
Після цього компанію кілька разів купували й перепродавали різні інвестиційні фонди, і зрештою вона у 2008 році була придбана капітальним фондом Mid Europa Partners.
Станом на 2005 рік компанія мала виробничі потужності в семи країнах, дочірні компанії в 11 країнах із загальною чисельністю 1450 співробітників і оборотом приблизно 1,2 мільярда данських крон.

## Продукція у галузі виробництва зброї
- Кулемет Мадсена
- Автоматичний пістолет Шоубое
- Кулемет Мадсена-Зеттера
- Madsen M-45
- Madsen M-47
- Madsen M-50
- Madsen LAR
- 20-мм автоматична гармата Madsen